# Acolasis capensis
Acolasis capensis är en fjärilsart som beskrevs av Pieter Cramer 1777. Acolasis capensis ingår i släktet Acolasis och familjen nattflyn. Inga underarter finns listade i Catalogue of Life.

## Bildgalleri

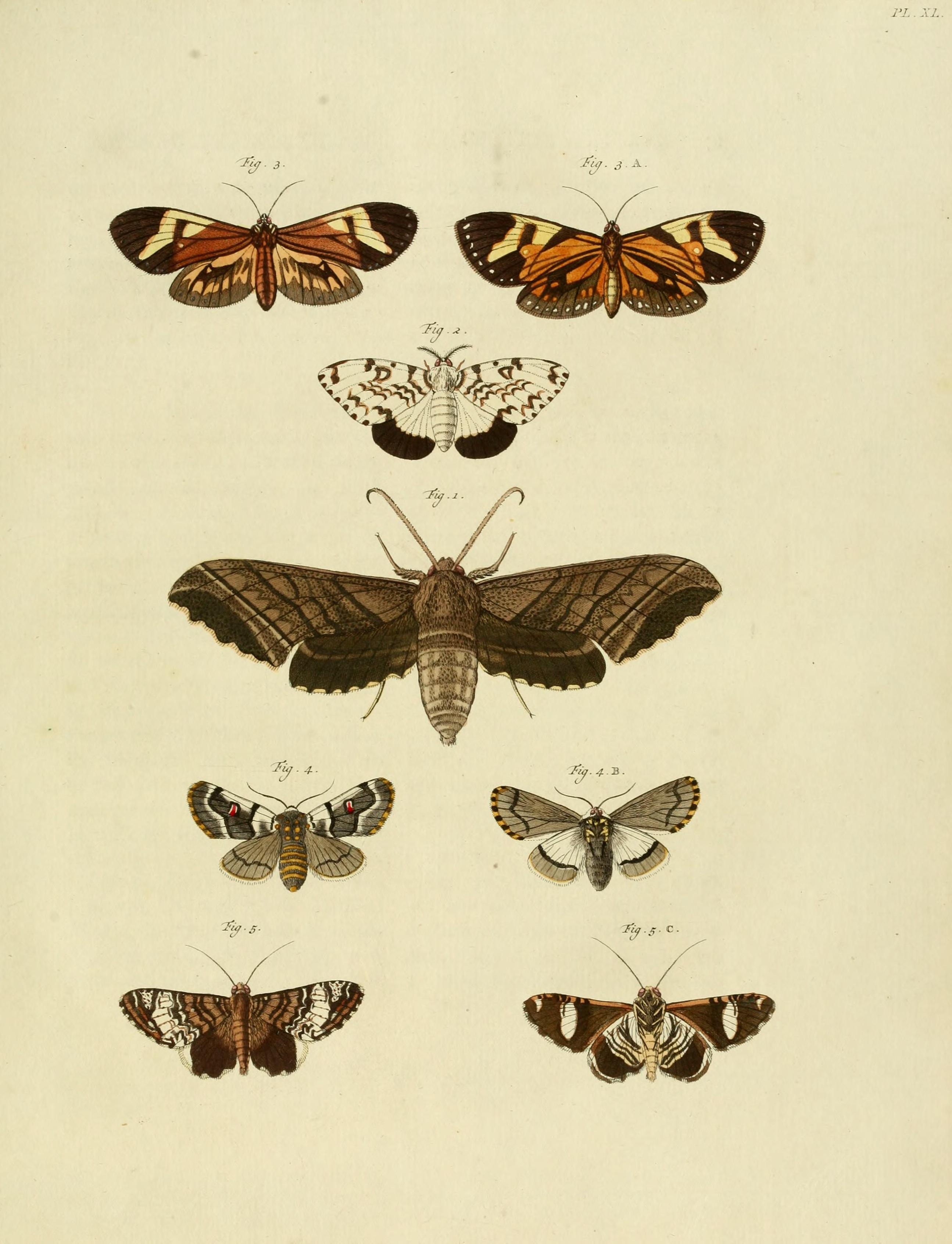
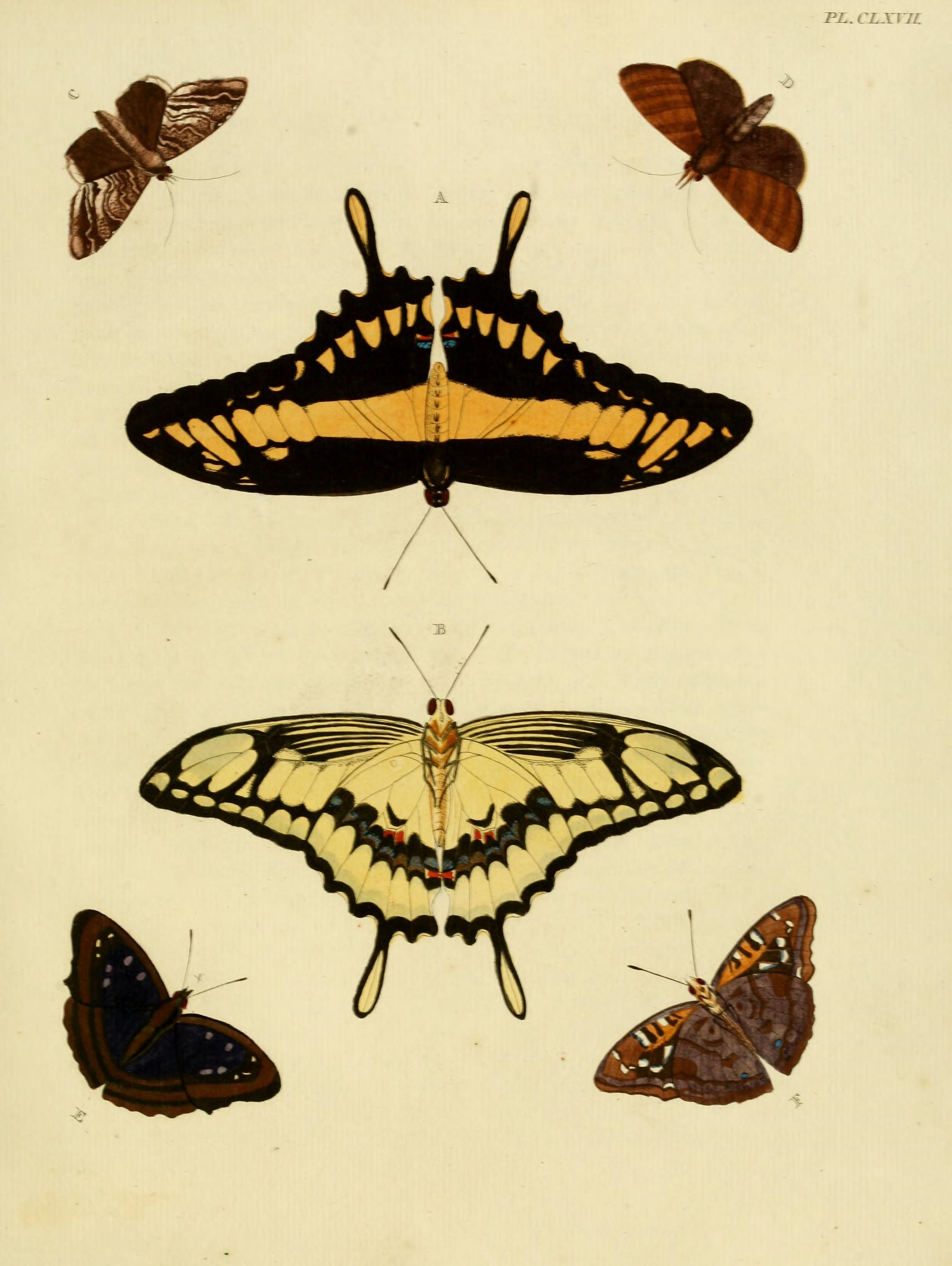
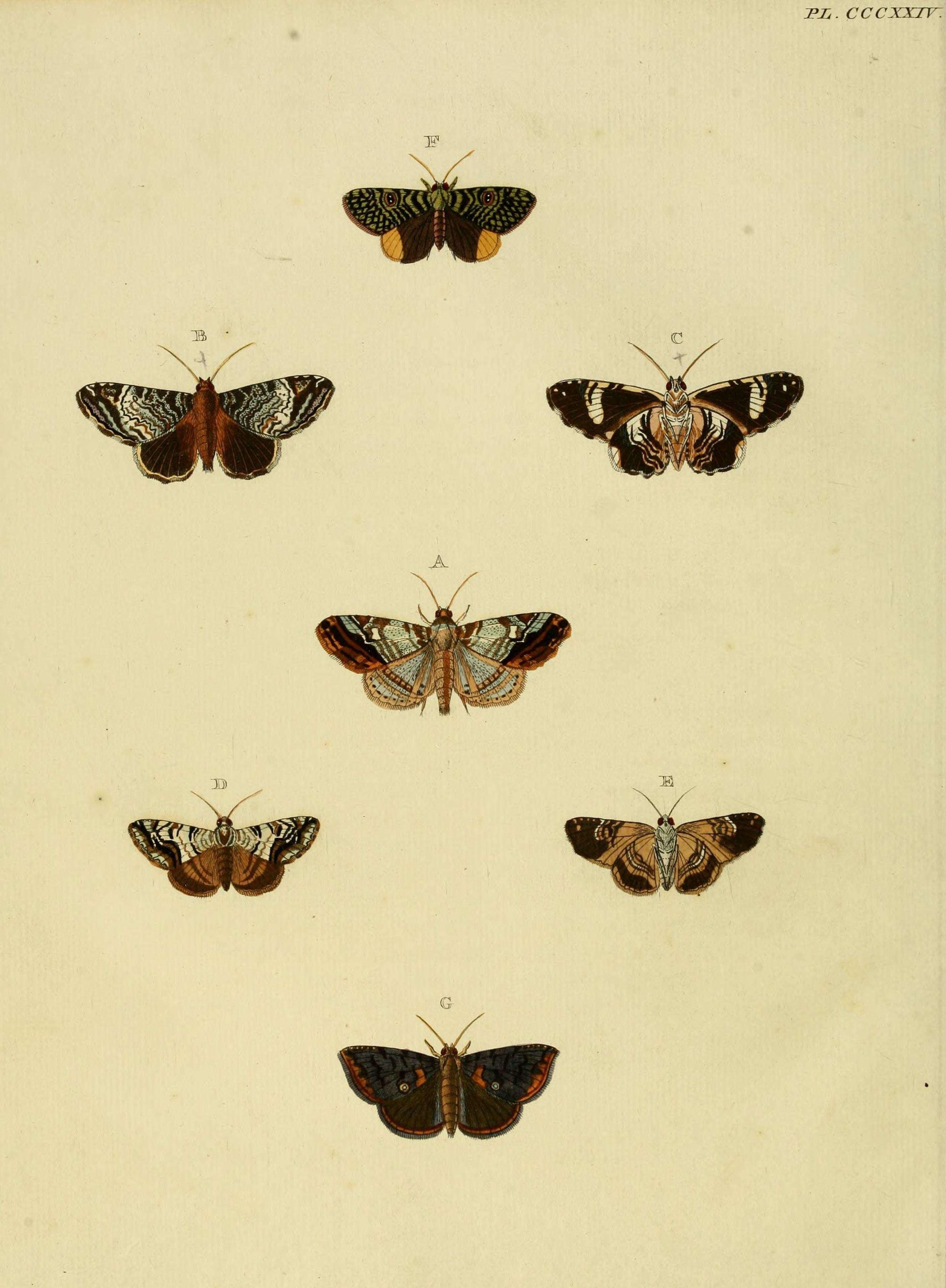